# Денис Кирејев
Денис Борисович Кирејев (укр. Денис Борисович Кірєєв; Кијев, 1. јануар 1977 — Кијев, 5. март 2022) био је украјински банкар и обавештајац. Радио је за бројне међународне компаније (као што су Citibank, Credit Lyonnais, ING, Rabobank). Био је први заменик председника управног одбора Ошчадбанке и незванични члан прве делагације за преговоре Украјине и Русије током инвазије Русије на Украјину 2022. године.
Убијен је 5. марта 2022. године. Према прелиминарним извештајима медија, наводно због сумње на издају, убили су га током притвора службеници СБУ који су имали доказе о његовој издаји. Убрзо, истог дана, Главна обавештајна управа Министарства одбране Украјине известила је да је Кирејев, као њихов запосленик, погинуо на специјалном задатку.